# Cemitério dos Ingleses (Recife)
O Cemitério dos Ingleses, também referido como British Cemetery, é uma necrópole da cidade brasileira do Recife, capital do estado de Pernambuco. Foi construído em 1814.

## História
Em Pernambuco, os primeiros passos para a criação de um fundo inglês com propósitos religiosos e caritativos foram dados no ano de 1811. Três anos depois, em 1814, o governador Caetano Pinto de Miranda Montenegro, sob as ordens do Príncipe Regente, mandou demarcar em um lugar chamado Santo Amaro das Salinas "um terreno de 120 palmos de frente sobre 200 de fundo", desapropriando e doando aquela área ao Cônsul Inglês com a finalidade específica de ali ser construído um cemitério para servir à colônia inglesa do Recife. Nas proximidades existia o Lazareto de Santo Amaro, onde eram postos em quarentena os escravos recém-chegados da África, o que demonstra o relativo isolamento do lugar então escolhido. Por iniciativa dos próprios ingleses, entretanto, a área foi ampliada mediante a aquisição de terrenos vizinhos.

## Localização
O cemitério está localizado no bairro de Santo Amaro, na Avenida Cruz Cabugá, via que liga o Recife a Olinda.
Sua aparência é a de um cemitério permanentemente fechado ao público, embora esta não seja a realidade. Encontra-se fechado a maior parte do tempo, uma vez que há poucos sepultamentos em seu campo. Pode ser visitado, desde que sob agendamento, para que seu portão seja aberto.

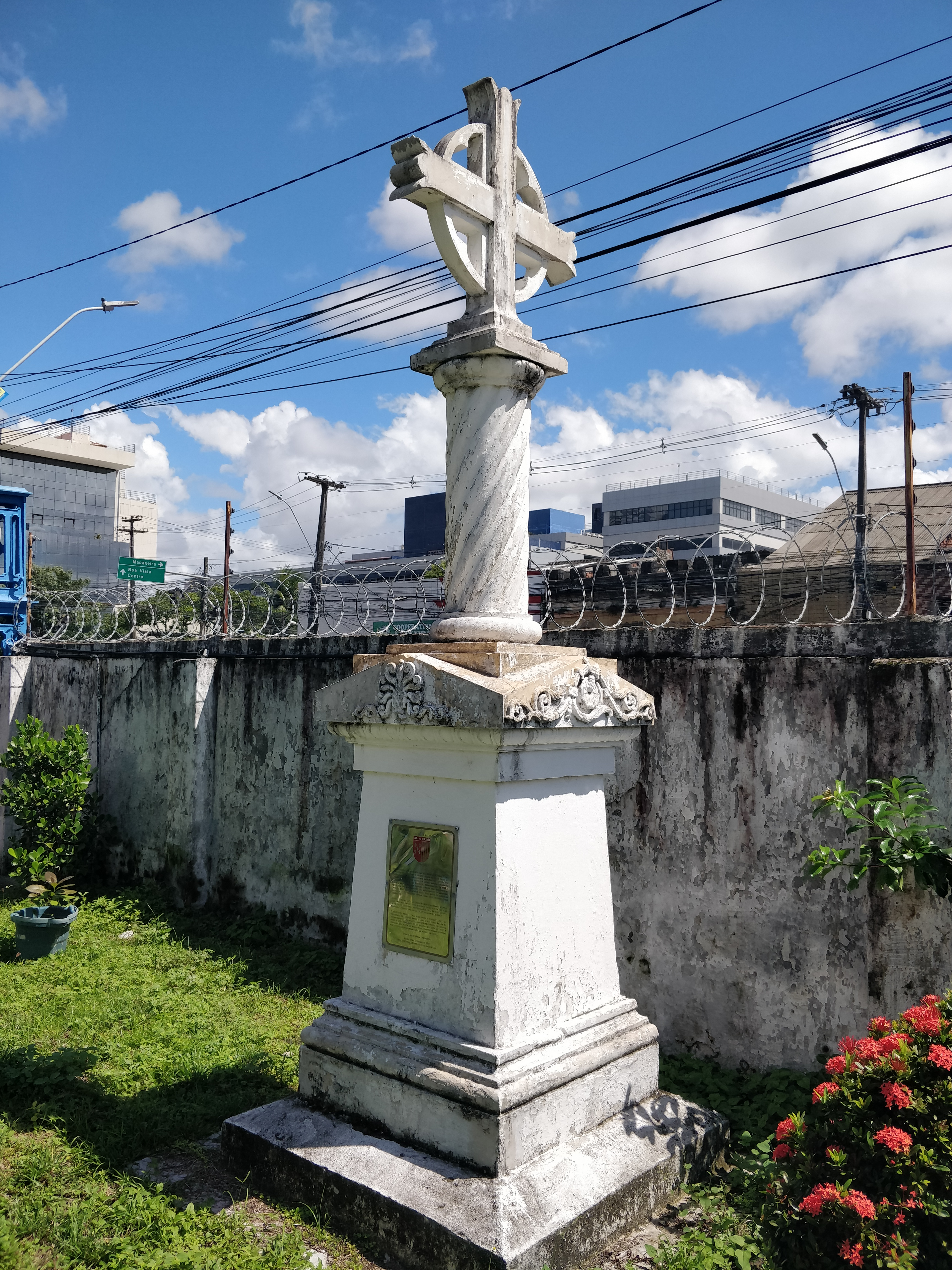
Memorial a José Inácio de Abreu e Lima

## Sepultura importante
Embora seja um cemitério voltado para o sepultamento de ingleses residentes no Recife, ali são sepultadas pessoas de outras nacionalidades, e até brasileiros.
O mais importante brasileiro ali sepultado é o general José Inácio de Abreu e Lima, que lutou pela libertação de países americanos. Por ser um dos dirigentes da Maçonaria, o bispo Cardoso Ayres negou sepultamento de seu corpo no Cemitério de Santo Amaro, tendo sido acolhido pelos ingleses.
Por razões semelhantes, alguns brasileiros não católicos (protestantes em sua maioria), eram ali enterrados, em função da negativa da Igreja Católica de lhes dar sepultura.

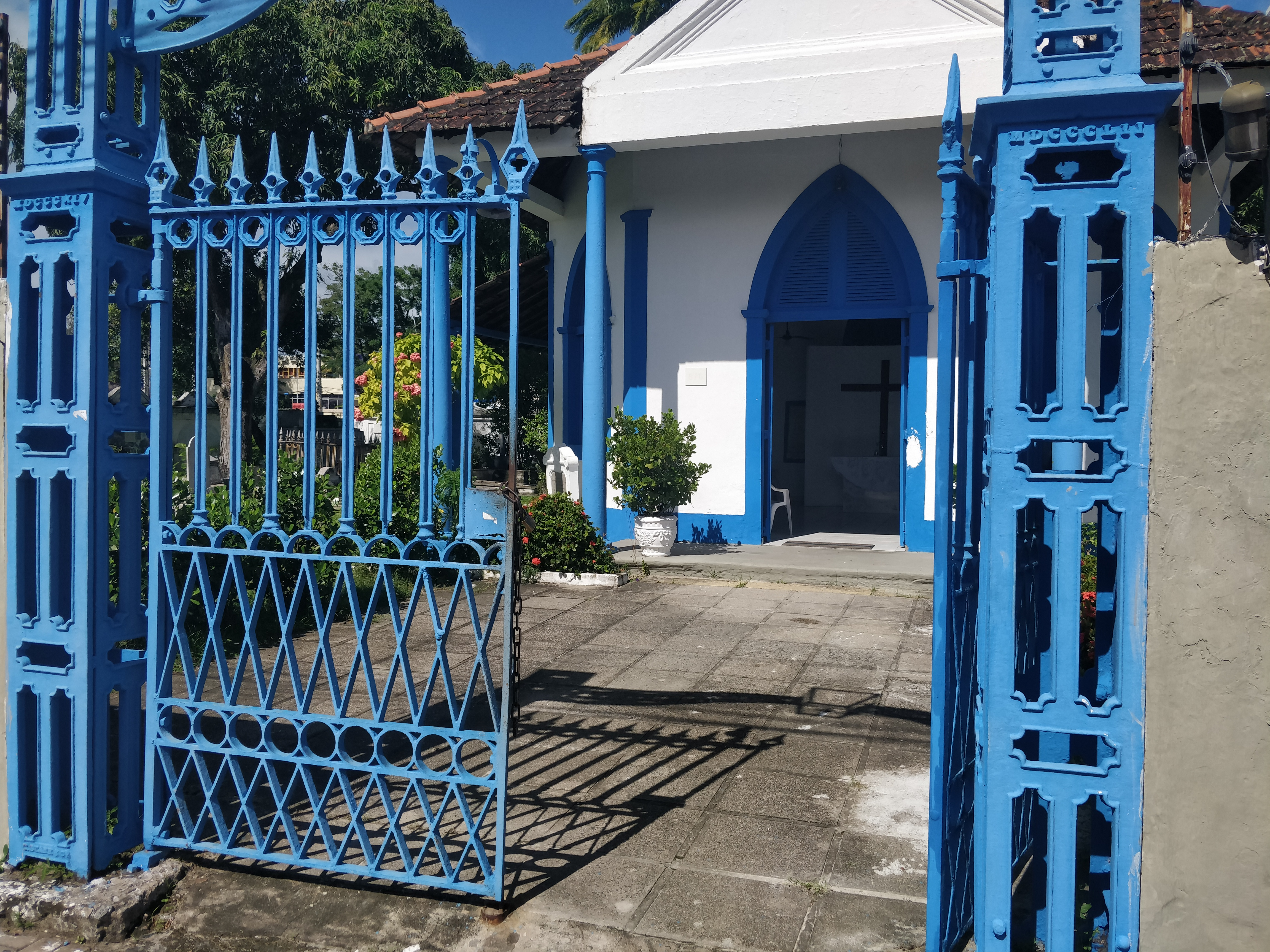
Entrada para o cemitério

## Manutenção
O cemitério mantém-se com doações de membros ainda existentes da comunidade inglesa no Recife. Não recebe ajuda do governo brasileiro nem da coroa britânica.

## Capelania
Por muito tempo, após os anos 2000, a Capela ficou inativa, sem serviços regulares. Atualmente, a Capela abriga uma pequena comunidade da Igreja Episcopal Anglicana do Brasil, seguindo práticas litúrgicas do Anglo-catolicismo. A mesma comunidade continuou a tradição de capelães anglicanos, cuja lista é dada abaixo:
- Reverendo John Penny (1º capelão britânico);
- Reverendo Charles A. Austin (o “Padre Inglês”);
- Reverendo Benjamin F. Tuckniss;
- Reverendo Midgley;
- Reverendo William Ding;
- Reverendo W. E. Macray;
- Reverendo F. M. Lane;
- Reverendo George W. Baile;
- Reverendo J. Meredith Bate;
- Reverendo Archibald Nicol;
- Reverendo H. J. Dobb;
- Reverendo Eric C. Wilcokson;
- Reverendo J. Gould;
- Reverendo D. N. Jackson;
- Reverendo Theodore Hina;
- Reverendo Cecil R. Burton;
- Reverendo R. F. Pearce;
- Reverendo John Ellesworth;
- Reverendo Denis Pape;
- Reverendo Alfredo Rocha da Fonseca (1º capelão brasileiro);
- Reverendo Paulo Roberto Medeiros; Reverendo John Said¹ (1º capelão americano);
- Reverendo Philip Getchell;¹
- Reverendo Paulo Ruiz Garcia;
- Reverendo Anderson Bruno Costa;²
- Reverendo Rafael Vilaça Epifani Costa²

¹ Párocos e capelães da Igreja da Santíssima Trindade. ² Capelães atuais do Cemitério.